# 加納—多哥關係
迦納－多哥关系（英語：Ghana-Togo Relations），是指迦納和多哥之間的雙邊關係。

## 歷史

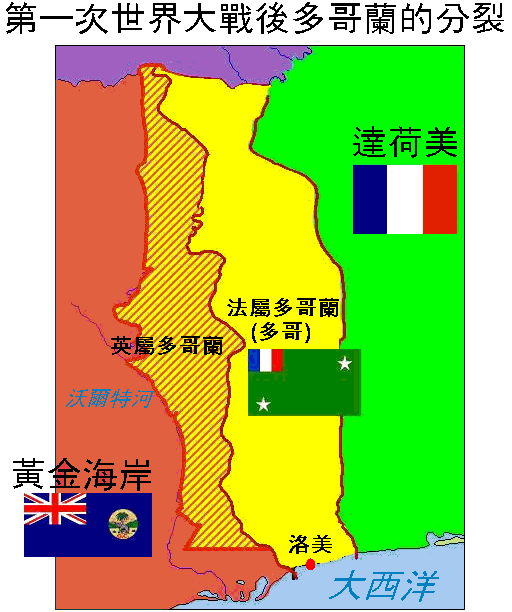
分裂後的多哥蘭

19世紀時兩國分別為英屬黃金海岸殖民地和德屬多哥蘭保護國，但在1916年，英法聯軍佔領多哥蘭，境內的德國人只支撐了五天就被迫向聯軍投降，結束了德意志帝國對多哥蘭32年的統治。同年12月27日，英、法二國瓜分多哥蘭：連同原首府洛梅、海岸線在內的東部地區歸法代管，是為法屬多哥蘭；西部歸英代管，是為英屬多哥蘭。1920年，國際聯盟承認兩國對多哥蘭的佔領，並把兩個多哥蘭列為國際聯盟委任管治國，並委任英、法英國管治兩個多哥蘭。而從這段時間開始，英國把英屬多哥與原來的殖民地一起管理，是為英屬黃金海岸。
第二次世界大戰後，非洲各國尋求獨立，多哥蘭的前途及統一問題一度成為焦點。1957年，英屬多哥與英屬黃金海岸合併成為迦納。1960年，東部多哥則在聯合國監督之下進行全民投票，支持從法國完全獨立的多哥國家聯盟黨得到大多數人的支持，黨魁斯尔法纳斯·奥林匹欧就任國家首任總理。
多哥獨立前，加納總統克瓦米·恩克魯瑪曾向奧林匹歐提出迦納和多哥合併的建議，但為奥林匹欧拒絕，1960年4月27日，多哥共和國成立並於同年9月加入聯合國。
1963年，斯爾法納斯·奧林匹歐被軍事政變推翻，遇刺身亡。其子吉爾克里斯特·奧林匹歐乃被迫流亡迦納並得到了政治庇護，引發多哥政府的不滿，再加之跨國走私問題，當時的迦納和多哥關係極不友好。1986年9月23日，在吉爾克里斯特·奧林匹歐的策劃下，多哥一组70个持不同政见者從迦納越过國界进入洛美，企圖發動推翻納辛貝·埃亞德馬的政變，但以失敗告終，兩國關係趨於惡化。

## 1994年以後的兩國關係
1994年，迦納總統傑瑞·羅林斯當選為西非国家经济共同体主席后，两国关系趋缓。2001年，多哥總統納辛貝·埃亞德馬参加了迦納總統約翰·阿吉耶庫姆·庫福爾就职仪式。2004年，庫福爾總統對多哥進行工作訪問，兩國關係得到較大改善。2005年2月，納辛貝·埃亞德馬逝世後，多哥國內發生政治危機，庫福爾亦積極參與斡旋。納辛貝·埃亞德馬之子福雷·納辛貝就任總統後，兩國領導人亦互訪不斷。
由於多哥蘭自一戰以來的分裂，部分迦納公民亦經常跨越國界前往多哥的市場工作。

## 外交代表機構
- 在洛美設有大使館。
- 多哥在阿克拉設有大使館，並兼駐 利比里亚、 、 。